# Cissus doeringii
Cissus doeringii là một loài thực vật hai lá mầm trong họ Nho. Loài này được Gilg & M.Brandt miêu tả khoa học đầu tiên năm 1912.